# Kitsman
Kitsman (ukrainsk: Кіцмань, ukrainsk udtale: [ˈkitsmɐnʲ]; rumænsk: Coțmani, ældre Cozmeni eller Chițmani; jiddisch: קאצמאן) er en by beliggende i Tjernivtsi rajon, Tjernivtsi oblast, i den historiske region Bukovina i det vestlige Ukraine. Den er hjemsted for administrationen af Kitsman urban hromada, en af hromadaerne i Ukraine. Byen ligger ca. 20 km nordvest for Tjernivtsi på vejen til Zalisjtjyky. Byen har 6.135 (2021) indbyggere.

## Historie
Den første historiske omtale af Kitsman stammer fra 1413, som også er anført på byens våbenskjold. Kuzmyn skoven (Codrii Cozminului), skoven ligger mellem Siret og Prut -dalene ved siden af byen er opkaldt sådan, fordi de gennemskæres af de veje, der forbinder Suceava, middelalderens hovedstad i Fyrstendømmet Moldavien, med det, der dengang var dets grænseby Cozmin/Kozmyn (nutidens landsby Valia Kuzmyna).
Lige før Habsburg annekterede denne del af Fyrstendømmet Moldova, blev begge rumænske fyrstendømmer (Moldova og Valakiet) - osmanniske vasaller - invaderet af det zaristiske Ruslands hær som led i en russisk-tyrkisk krig. Under den russiske besættelse beordrede feltmarskal grev Pjotr Alexandrovich Rumyantsev en folketælling i disse to fyrstendømmer. Ifølge denne folketælling bestod befolkningen i Cozmeni/Kitsman i 1774 af 105 rumænske familier, en jødisk familie og 15 "russiske" familier. Udtrykket "russere" dækkede ruthenere/ukrainere, moskovit-russere og Lipovanere alle sammen i den citerede folketælling). 
I den østrigske periode (1774-1918) var Kitsman (kendt som Kotzman / Kotzmann på tysk), som en del af Hertugdømmet Bukovina, hjemsted for planlægningsafdelingen af distriktsadministrationen og havde en distriktsdomstol og en offentlig skole, der blev åbnet under navnet "Moldavische Trivialschule" (tysk for "Moldavisk grundskole"), hvor der blev undervist på rumænsk i begyndelsen (1780'erne), derefter på tysk (i midten af det 19. århundrede) og derefter på ruthenisk (ukrainsk) sprog. Ud fra et etnisk perspektiv støttede det østrigske kejserrige rutheniseringen - for at holde de indfødte moldovere væk fra Moldova (1774-1859) og væk fra Rumænien (efter Moldovas forening med Valakiet i 1859 (en) for at danne det moderne Rumænien); mens østrigerne ud fra et religiøst perspektiv fremmede den Ukrainsk græsk-katolske kirke (en), for at holde befolkningen væk fra den anden nabo - det ortodokse Rusland.